# 对外经济贸易大学

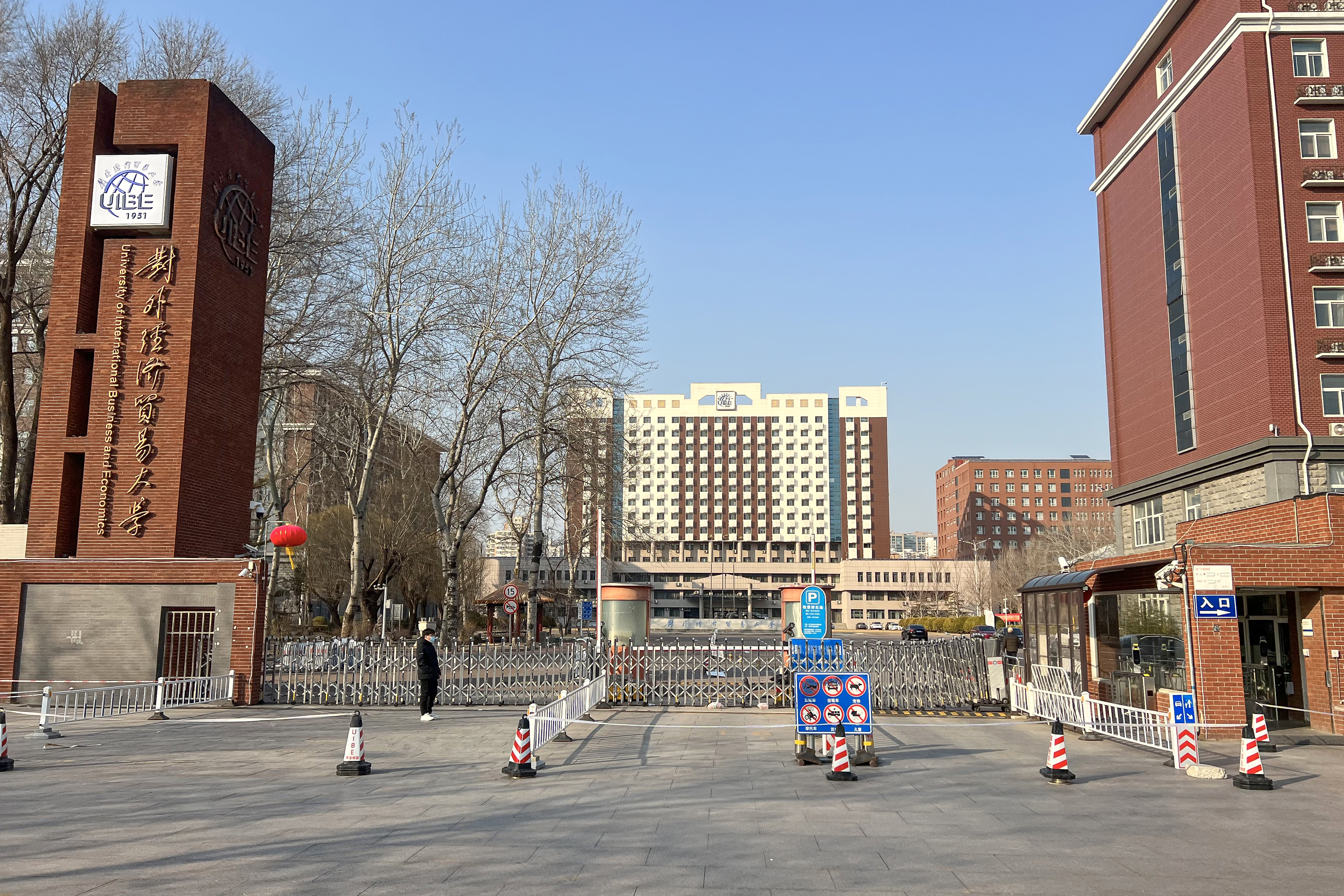
对外经贸大学南门

对外经济贸易大学（英語：University of International Business and Economics），简称对外经贸大学、外经贸、贸大，坐落于中华人民共和国首都北京市朝阳区。对外经济贸易大学是教育部直属高校，教育部与商务部共建高校，首批国家“双一流”建设和首批“211工程”建设高校。对外经济贸易大学与上海财经大学、中央财经大学合称为“两财一贸”。
学校始于1951年创建的中央人民政府贸易部高级商业干部学校，1954年合并中国人民大学、中央财经学院和上海财政经济学院相关科系组建为北京对外贸易学院，1960年列入首批64所全国重点大学之一（唯一财经类院校）；1984年，学校正式更名为对外经济贸易大学，因当时主管其的部门“中华人民共和国对外经济贸易部”得名。2000年6月，原中国金融学院与原对外经济贸易大学合并为现今的对外经济贸易大学。
对外经济贸易大学学科优势明显，设有本科专业57个 、一级学科硕士授权点14个、专业学位硕士授权点14个、一级学科博士授权点8个、专业学位博士授权点2个、博士后流动站7个 ，涵盖经济学、法学、教育学、文学、理学、工学、管理学七大学科门类和交叉学科（国家安全学、智能科学与技术）。学校拥有应用经济学国家“双一流”建设学科，国际贸易学、国际法学2个国家重点学科，应用经济学、法学、企业管理、会计学、世界经济、法经济学、低碳经济学7个北京市重点学科和“数字贸易”北京市高精尖学科。
对外经济贸易大学在2021年WURI世界大学真实影响力创新大学排名榜中名列第101-200名。

## 下属院系

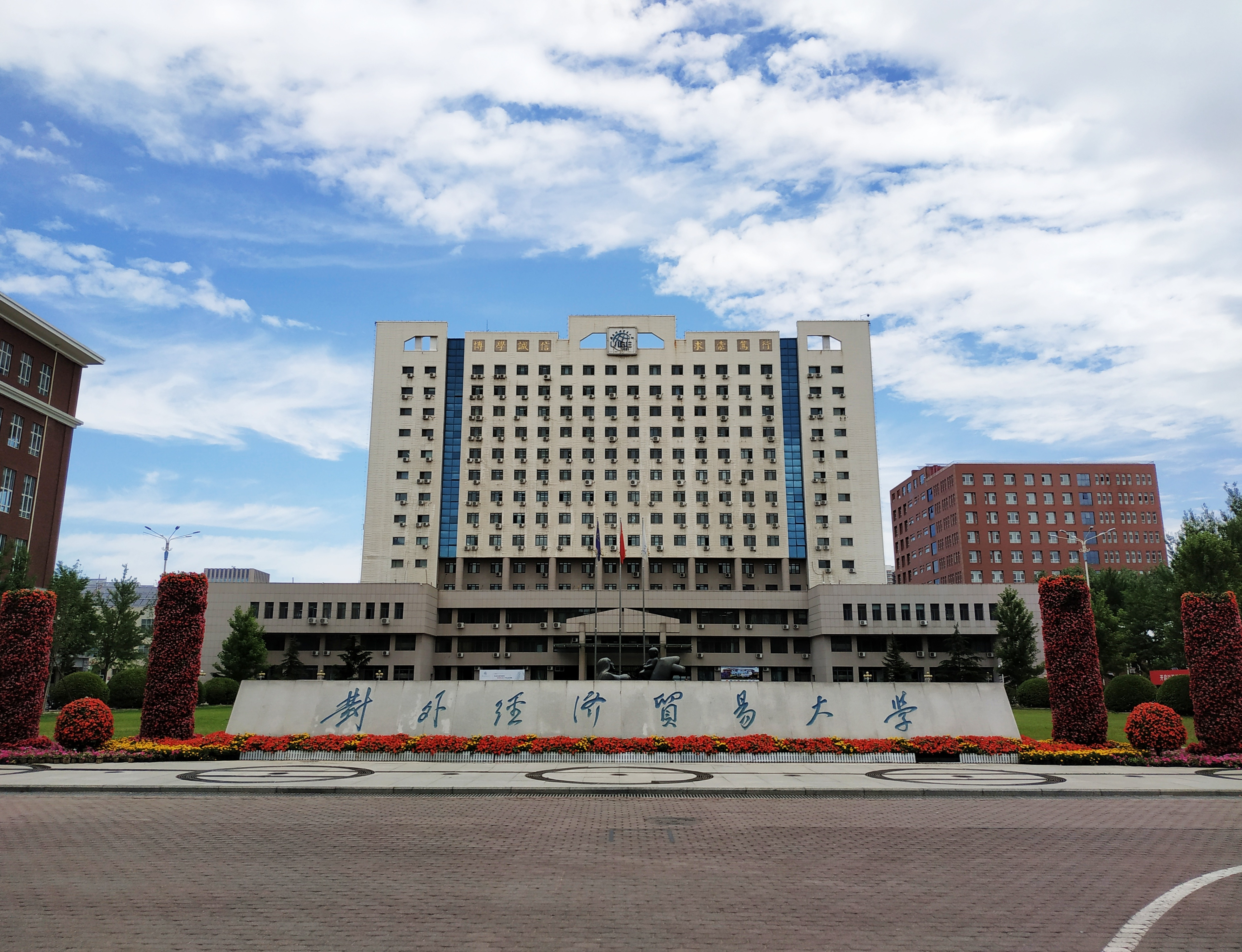
对外经济贸易大学主楼诚信楼和校名刻石。

- 国际经济贸易学院
- 中国金融学院
- 国际商学院
- 法学院
- 英语学院
- 外语学院
- 信息学院
- 保险学院
- 政府管理学院
- 国际关系学院
- 中国语言文学学院
- 统计学院
- 马克思主义学院
- 体育部
- 国际学院
- 继续教育与远程教育学院（高级研修学院）
- 深圳研究院
- 青岛研究院[4]

## 社团与组织
- 野马棒垒协会
- 绿色协会
- 银鲨游泳
- 天文社
- 摄影协会
- 国旗护卫队
- 武术协会
- 爱心社
- 游泳协会
- 国贸学社
- 非凡话剧团
- 蚂蚁车协
- CHILD CREW舞社
- 北海文学社[5]